# Jordan (Buckethead)
Jordan è un singolo del chitarrista statunitense Buckethead, pubblicato il 18 agosto 2009.

## Descrizione
Il titolo prende spunto dal giocatore di basket Michael Jordan, di cui Buckethead è un grande fan. La canzone è famosa per il riff principale, che si snoda per due strofe nella prima parte della canzone; tuttavia, durante i concerti, superate le strofe, Buckethead continuava la performance con un altro brano, Post Office Buddy (dall'album Giant Robot), o altre canzoni, o un mix di vari assoli per poi riprendere il riff. Una nuova versione di Jordan fu scritta specificamente per il gioco Guitar Hero II, in cui è un brano sbloccabile. Tra i vari capitoli del gioco, è considerata una delle più difficili da svolgere.

## Curiosità
La canzone viene menzionata nell'episodio di South Park intitolato Rockstar system, in cui i protagonisti giocano a Guitar Hero.

## Tracce
1. Jordan – 3:50